# W〜ウィッシュ〜
『W〜ウィッシュ〜』（ダブルウィッシュ）は、プリンセスソフトから2004年9月30日に発売されたPlayStation 2用ゲームソフト。2007年5月1日よりタイトーがS!アプリ版をリリースしている（音声は未収録）。正式なタイトルロゴは「WWish ダブルウィッシュ」。
2004年10月からは、同名のテレビアニメも放送された。

## ストーリー
主人公の遠野潤和は、小さい頃に両親を凄惨な交通事故で亡くし、記憶を失い、双子の妹の遠野泉奈や学園の仲間達と慎ましく暮らしていた。文化祭（桜夏祭）が近づくある日、彼を「お兄ちゃん」と慕う幼馴染の少女、井ノ原春陽が現れる。そのとき、彼の失われた記憶が呼び覚まされることになる……。

## 登場キャラクター

### メインキャラクター
遠野 潤和（とおの じゅんな）
声：福山潤（テレビアニメ、ドラマCD）
1989年1月18日生まれ。ゲームの主人公。私立桜浜学園高等部1年B組。事故で両親を亡くし、記憶喪失に陥っている。泉奈の双子の兄という設定ながら、ゲーム版ではまるで似ていない。アニメ版では、泉奈に近い顔立ちになっている。
実は、両親の死は彼が文字盤に泉奈の復活を願った結果であり、春陽が妹だったことも思い出す。それにより、世界崩壊の危機になり、彼は重大な決断を迫られることになる。
遠野 泉奈（とおの せんな）
声：清水愛
1989年1月18日生まれ。AB型。身長:150cm。スリーサイズ:75/54/79。主人公の双子の妹。桜浜学園高等部1年A組。身体が少々弱く、おとなしい感じの少女。頭脳明晰ながらもどこか抜けた所がある。家事全般も得意で、だらしない潤和の代わりに家の家事全てを請け負っている（潤和を毎朝、起こしたりする）。かなりのブラコンで甘えん坊。実は、潤和が幼い頃、双子の妹は産まれて来なかった（流産した）が、彼が文字盤に願ったことで霊体が実体化した姿だった。彼女のシナリオは、今までのままでいる場合と、両親が復活し一旦は消滅してしまうも母の胎内で赤子として宿る場合の二つのパターンがある。アニメ版では、後者のものに近い展開になっている。
井ノ原 春陽（いのはら はるひ）
声：新谷良子
1990年4月15日生まれ。O型。身長:147cm。スリーサイズ:77/57/78。主人公の幼なじみ。中等部2年C組。天真爛漫で元気な少女。両親の海外赴任で夕子の家に預けられ、桜浜町にやって来た。潤和が大好きですぐにくっついてくる。彼女のシナリオは他とパラレルワールドとなっており、実は潤和の妹であり、幼馴染が泉奈であったが、文字盤に願ったことで泉奈と立場が入れ替わっている。たびたび、登場する謎の少女と銀河を走る鉄道は彼女のことを暗示している。彼女のシナリオでは、文字盤に元の関係に戻ることを願うが、何も変わらずに以後は恋人として付き合うことになるパターンと、お互い知らない状態からやり直してスタートする二つのパターンがある。アニメ版では、幼馴染として関係を続けるような描写となる。
岸田 智（きしだ とも）
声：松来未祐
1988年5月2日生まれ。O型。身長:155cm。スリーサイズ:82/60/85。主人公の同級生。智一の双子の妹。無口で人と関わろうとしない。消極的な感情表現で何を考えているのかわからない不思議少女。食事とサボリが好きで、食事を邪魔するとすごく怒る。料理が得意。正体は、時の番人（管理者）。文字盤を使った者の運命を見届ける役割で、自らそれに干渉する力はそれほどない。彼女のシナリオは、今の世界を維持するため、文字盤に自分の命と体を捧げ、消滅するが、その後泉奈と学校へ行く途中で彼女の面影を感じ、また会えることを示唆したもの。
飯田 秋乃（いいだ あきの）
声：南里侑香
1988年11月13日生まれ。主人公の同級生。クラス委員長を務める。真面目で堅物に見えるが、趣味の恋愛小説を書くなど乙女的な一面を覗かせる。桜夏祭のクラスの催し物の「お化け屋敷」を本格的に作ろうとする。彼女は、潤和と自分の妄想が生んだ理想の男性、ジュンを重ねてしまう。
藤枝 彩夏（ふじえ さな）
声：金田朋子
1990年11月8日生まれ。主人公の後輩。中等部2年B組。元気のいい動物好きなドジっ娘。つばさと文芸部で「お助けクラブ」を開いて、学園の相談事などの解決に尽力している。潤和を「お助けクラブ」に勧誘する。実は、水泳が得意。
昔、飼い犬の散歩をしているとき、不注意からその犬と一緒に父親と瞳の娘を交通事故で失ったという。
鳳 つばさ（おおとり つばさ）
声：千葉紗子
1986年8月17日生まれ。主人公の先輩で、所属するクラブ（文芸部＝お助けクラブ）の部長。高等部3年A組。財閥代表の父と大学教授の母を持つお嬢様。気さくで親しみやすい性格。学園のアイドル的存在。ハンバーガーやラーメンに驚き、興味を示すなどその生活ぶりがうかがえる。桜夏祭のコンサートで歌を披露する。乗馬用の馬がいて、名を「フライハイト」。その馬の生死が彼女の物語の鍵になる。

### サブキャラクター
岸田 智一（きしだ ともかず）
声：藤田圭宣
1988年5月2日生まれ。主人公の同級生で中等部からの知り合い。岸田智の双子の兄。女の子のようなかわいらしい容姿。料理と裁縫が得意。潤和と仲が良く、泉奈によくヤキモチを焼かせる。桜夏祭では、女装してメイドの姿も見せる。なおゲームでは智一のシナリオが存在するがそれといった話はなく、ただ普通の日々を過ごして行く話である。
鈴木 貴子（すずき たかこ）
声：三五美奈子
桜浜学園教師にして卒業生。主人公のクラスの担任。やさしく、面倒見のいい性格だが、怒らせると怖い（唐辛子を食べるまでおさまらない）。夕子とは、プロレス同好会のOG仲間で、桜夏祭で試合を披露。その時の名前は、「サンダー貴子」。
佐藤 夕子（さとう ゆうこ）
声：宮川美保
不良警官。春陽の従姉で保護者。貴子と同じ桜浜学園のOG。潤和からは「タコ姉（ねえ）」と呼ばれている。春陽とよく喧嘩する。貴子とは、プロレス同好会の仲間で、名前は「フェニックス夕子」。
日比野 裕隆（ひびの ひろたか）
声：岡崎雅紘（ドラマCDのみ）
ゲームのみ登場。主人公の同級生で悪友。女の子が大好きで、Hな話題ばかりの軽い性格。妹の透とは喧嘩が絶えない。こう見えても、頼りになることもある。
日比野 透（ひびの とおる）
ゲームのみ登場。裕隆の妹。彩夏の友人。初等部に所属する。男勝りで喧嘩っぱやい性格。スポーツが得意。兄とは喧嘩が多いが、心の奥底では信頼している。
藤枝 瞳（ふじえ ひとみ）
ゲームのみ登場。彩夏の叔母（父の妹）。彩夏を世話している。彼女から「ママ様」と呼ばれる。ときおり、潤和を誘惑する。
冬音（ふゆね）
ゲームのみ登場。桜浜学園の生徒。おとなしい雰囲気の少女。

### アニメのみ登場するキャラ
陸奥 廉太郎（むつ れんたろう）
声：高口公介
潤和の父の知り合いの聖サリーミー大学の事務局員。潤和と泉奈に文字盤のことを尋ねる。
潤和の父
声：岡崎雅紘
考古学者。禁断の文字盤に泉奈の復活を願うよう潤和に助言し、妻と共に交通事故死する。顔は、潤和・泉奈似。復活後は、ゲームの潤和の役割の赤ん坊の命名をする。
潤和の母
声：稲村優奈
主婦。顔は、春陽似。復活後は、3人目の子供（実は泉奈）を妊娠する。

## スタッフ
- シナリオ：神澤ハルカ
- キャラクターデザイン・原画：如月水
- 音楽制作：サイトロン・デジタルコンテンツ
- オープニングテーマ「Can you feel crying alone?」
  - 作詞・作曲：志倉千代丸 / 編曲：上野浩司 / 歌：tiaraway（千葉紗子 & 南里侑香）
- エンディングテーマ「Fly away」
  - 作詞：志倉千代丸 / 作曲：TARAWO / 編曲：上野浩司 / 歌：彩音

## 批評
洋泉社が発行した『アニソンマガジン』のゲームソングレビュー集のなかでライターのナ月俊由季は、主題歌「Can you feel crying alone?」について「ゲームソングという枠を超え、ひとつの楽曲として非常に完成度が高い」と肯定的に評価し、特に歌謡曲的なメロディと重厚なギターの音が組み合わさることで「一筋縄でいかない」楽曲になっていると指摘した。

## メディアミックス

### アニメ版
2004年10月2日から2004年12月25日まで、『プリンセスアワー』枠内で全13話にわたり放送された。『Φなる・あぷろーち』との2本立て放送だが、放送回によりどちらを先に放送するかランダムで決めている（詳細は『プリンセスアワー』を参照）。UHFアニメにあたる。
アニメ作品のレビュー・サイトであるTHEM Anime ReviewsにおいてレビュアーのConnor McCartyは本アニメ作品に対し星1つ（満点は5つ）を付け、「自分が観てきた作品の中で最もばかげていて、無意味なショーの1つ」と酷評し、具体的には登場キャラクターが「不可解なほどに嫌なやつ」だと述べた。一方で技術面では「悪くはないが、間違いなく抜きん出ているわけでもない」とし、とりわけ音楽やオープニング・エンディングテーマについては高く評価している。

#### スタッフ（アニメ）
- 原作 - プリンセスソフト
- 監督 - 関田修
- シリーズ構成・脚本 - 長谷川勝己
- キャラクター原案 - 如月水
- キャラクターデザイン・総作画監督 - 新田靖成
- 美術監督 - 宮前光春
- 撮影監督 - 所俊克
- 色彩設計 - のぼりはるこ
- 編集 - 岡田輝満
- 音響監督 - 飯塚康一
- 音楽 - 酒井良
- プロデューサー - 大宮三郎、中西孝
- アニメーションプロデューサー - 佐久間敏郎、岡尾貴洋
- アニメーション制作 - トライネットエンタテインメント、ピクチャーマジック
- アニメーション制作協力 - 陸演隊
- 製作 - W Wish製作委員会

#### 主題歌
オープニングテーマ「KIZUNA〜絆」
歌・作詞 - 彩音 / 作曲・編曲 - TARAWO
エンディングテーマ「想い出 good night」
作詞・作曲 - Chiyomaru / 編曲 - 陳詠福 / 歌 - tiaraway
劇中挿入歌「GLORY DAYS」
作詞 - 彩音 / 作曲 - TARAWO / 編曲 - 磯江俊道 / 歌 - 千葉紗子

#### 各話リスト
| 話数 | サブタイトル           | 絵コンテ | 演出     | 作画監督 |
| ---- | ---------------------- | -------- | -------- | -------- |
| 1    | 潤和と泉奈             | 関田修   | 関田修   | 乙幡忠志 |
| 2    | 助けて お助けクラブ    | 関田修   | 関田修   | 乙幡忠志 |
| 3    | もう一人の妹           | 小波広   | 所俊克   | 波風立流 |
| 4    | 押し寄せる不安         | 小波広   | 所俊克   | 波風立流 |
| 5    | 桜夏祭前夜…            | 下田久人 | 下田久人 | 岡村正弘 |
| 6    | 闇の中の記憶           | 所俊克   | 下田久人 | 岡村正弘 |
| 7    | 夏だ！海だ！水着だ！！ | 小波広   | 鎌田祐輔 | 乙幡忠志 |
| 8    | 思い出のアルバム       | 小波広   | 下田久人 | 乙幡忠志 |
| 9    | 隠された過去           | 所俊克   | 所俊克   | 波風立流 |
| 10   | 歪みゆく世界           | 所俊克   | 所俊克   | 森川均   |
| 11   | 泉奈の真実             | 下田久人 | 下田久人 | 岡村正弘 |
| 12   | 迫られる選択           | 所俊克   | 所俊克   | 森川均   |
| 13   | 三つの思い             | 所俊克   | 所俊克   | 乙幡忠志 |

#### 放送局
| 放送地域 | 放送局             | 放送期間                     | 放送日時           | 放送系列       | 備考             |
| -------- | ------------------ | ---------------------------- | ------------------ | -------------- | ---------------- |
| 神奈川   | tvk                | 2004年10月2日 - 12月25日     | 土曜 25:30 - 26:00 | 独立UHF局      |                  |
| 兵庫県   | サンテレビ         | 2004年10月4日 - 12月27日     | 月曜 24:40 - 25:10 | 独立UHF局      |                  |
| 千葉県   | ちばテレビ         | 2004年10月5日 - 12月28日     | 火曜 26:00 - 26:30 | 独立UHF局      |                  |
| 埼玉県   | テレ玉             | 2004年10月6日 - 12月29日     | 水曜 25:00 - 25:30 | 独立UHF局      |                  |
| 京都府   | KBS京都            | 2004年10月6日 - 12月29日     | 水曜 25:55 - 26:25 | 独立UHF局      |                  |
| 日本全域 | キッズステーション | 2004年10月7日 - 2005年1月6日 | 木曜 24:30 - 25:00 | CS放送         | リピート放送あり |
| 愛知県   | テレビ愛知         | 2004年10月7日 - 12月30日     | 木曜 25:58 - 26:28 | テレビ東京系列 |                  |

### CD
キャラクターミニアルバムCD…デュエットソング1曲・ミニドラマ1作・タッグラジオ2回分・声優からのメッセージを収録。
- W～ウィッシュ～キャラクターミニアルバム1 泉奈&春陽(C.V.清水 愛、新谷良子) （2004年11月17日発売）
- W～ウィッシュ～キャラクターミニアルバム2 つばさ&秋乃(C.V.千葉紗子、南里侑香)  (2004年12月22日発売)
- W～ウィッシュ～キャラクターミニアルバム3 智&彩夏(C.V.松来未祐、金田朋子) (2005年1月19日発売)

- アニメ「W～ウィッシュ～」サウンドトラック (2004年12月22日)
- W～ウィッシュ～ドラマCD (2005年1月19日発売)
- W～ウィッシュ～タッグラジオ (2005年04月20日発売)

### ラジオ番組
2003年10月 - 2004年3月まで、ゲームの発売に先駆け『超・ULTRAスーパーマニア「レディオウィッシュ団」』が、文化放送とラジオ関西で放送されていた。パーソナリティは、志倉千代丸・新谷良子・清水愛。
さらに、2004年4月から『超・ULTRAスーパーマニア「新レディオウィッシュ団」』とリニューアルされ、文化放送とラジオ関西でミニ番組として放送されていた。パーソナリティは、松来未祐・金田朋子。
| 文化放送 土曜ナイターオフ20:30-21:00          | 文化放送 土曜ナイターオフ20:30-21:00            | 文化放送 土曜ナイターオフ20:30-21:00                |
| 前番組                                        | 番組名                                          | 次番組                                              |
| --------------------------------------------- | ----------------------------------------------- | --------------------------------------------------- |
| 週刊メルマガラジオ 冒険!漫画島 ※19:30 - 21:00 | 超・ULTRAスーパーマニア「レディオウィッシュ団」 | 坂上二郎の歌謡曲飛びます!飛びます! （南海放送制作） |
| ラジオ関西 木曜25:30 - 26:00                  |                                                 |                                                     |
| ザ・ベストミュージックコレクション            | 超・ULTRAスーパーマニア「レディオウィッシュ団」 | 松来未祐と金田朋子のRADIOデコピンないと             |

### 書籍
2005年5月ジャイブ出版・日暮茶坊著でノベル化された。

### S!アプリ版
『W〜ウィッシュ〜 泉奈・春陽・智編』として、2007年5月からS!アプリ版が配信されている（提供・タイトー）。音声は未収録で、対応機種は256k(Ver.2)とメガアプリ。
後に、秋乃・彩夏・つばさの三人を攻略できる第2弾もリリースされた。